# Тубас (город)
Тубас (араб. طوباس‎) — палестинский город в северно-восточной части Западного берега реки Иордан, административный центр одноимённой провинции. Население на 2017 год составляло 21 431 человек.

## История

### Древний мир
Название города Тубас происходит от ханаанского слова Tuba Syoys, или «сияющая звезда». Эдвард Робинсон считал Тубас тождественным ханаанскому/израильскому городу «Февец», упомянутому в Танахе в Книге судей.
Археологические находки, такие как кладбища и прессы для оливкового масла, указывают на то, что Тубас был заселен во времена римского правления в Палестине. Иероним Стридонский упоминал, что Февез находился в 13 римских милях к востоку от Неаполя (Наблуса). 

### Османский период
В 1596 году он появился в османских налоговых регистрах как «тубас» в нахии Джебель-Сами в ливе Наблуса. В нём проживало 41 семья и 16 холостяков, все мусульмане. Жители села платили фиксированную ставку налога в размере 33,3 % на пшеницу, ячмень, яровые культуры, оливковые деревья, случайные доходы, коз, ульи и пресс для оливок или винограда; всего 11 704 акче.
В конце XIX века, во время османского владычества в Палестине, группы арабов, принадлежащих к клану Дарагме, в основном пастухи и фермеры, жившие в Иорданской долине мигрировали на север к этому месту из-за его плодородной почвы и близости к нескольким источникам. Клан Дарагме жил в долине реки Иордан с XV века и, помимо Тубаса, они основали или заселили близлежащие деревушки Кардала, Аль-Фарисиа, Хирбет аль-Малих, Кишда, Ярза и Рас аль-Фара. Вскоре после того, как они обосновались в Тубасе, арабы из Неджда, Сирии, Трансиордании, Хеврона и близлежащего Наблуса поселились в этом районе. В этот период Тубас стал местом столкновений между кланами Абд аль-Хади и Тукан из Наблуса и пострадал от вторжений бедуинов из районов к востоку от города.
Тубас был одним из самых больших поселений в районе Наблуса. Большинство жителей жили в построенных из глины домах или шатрах, чтобы работать на своих далеких землях в Иорданской долине и пасти свои отары овец и коз . По словам путешественника Герберта Рикса, по сравнению с другими городами такого размера в Самарии, Тубас был «зажиточным» и имел большие запасы древесины, которую заготавливали на дрова. В отличие от остальных деревень региона, домохозяйства в Тубасе зависели от домашнего скота, а не от оливок. Продукты животноводства включали сыр, топленое масло, шерстяные коврики, шатры, веревки и тканевые мешки. В 1882 году в городе открылась школа для мальчиков.
В 1877 году лейтенант Китченер из исследовательской группы Фонда исследования Палестины сообщил об обнаружении арабской надписи, замурованной в стене деревенской мечети, с датой её постройки и освящения. Он также написал, что жители деревни дали взятку в размере 100 фунтов стерлингов золотом паше Наблуса, чтобы их дети не были призваны в турецкую армию, сражающуюся в Крыму. Он отметил, что им, вероятно, придется заплатить повторно.
Фонд исследования Палестины отметил, что самаритяне считали, что гробница Асира, известного у местного населения как «Наби Тота» («добрый пророк»), находилась в Тубасе. Гробница была святыней у местных мусульман.

### Британский мандат
В 1917 году англичане захватили Палестину у османов.
По переписи населения 1922 года в Тубасе проживало 3449 человек; 3441 мусульманин и 7 православных христиан. По переписи 1931 года в Тубасе (включая Кашду и Джабагию) было 773 домохозяйства и 4097 жителей, в основном мусульман, но также включая 29 христиан.
Согласно статистическому исследованию земель и населения Сами Хадауи за 1945 год, в Тубасе и близлежащем Бардале проживало 5 530 человек: 5470 мусульман и 60 христиан.
В 1947 году ООН разработала план раздела Палестины на еврейское и арабское государства; Тубас и окрестные села и деревушки должны были быть включены в состав арабского государства. Во время Арабо-израильской войны (1947—1949) Фавзи аль-Кавукджи привел 750 солдат Арабской освободительной армии в Тубас из Трансиордании и основал там базу; Тубас служил штаб-квартирой АОА в центральной Палестине на протяжении всей войны.

### Современность
После арабо-израильской войны и подписания Родосских соглашений Тубас перешёл под контроль Иордании.
В 1955 году была открыта первая школа для девочек.
В 1961 году население составляло 5709 человек, уже в 1964 году в Тубасе проживало 5880 человек.
После Шестидневной войны Тубас находится под контролем Израиля.
Тубас был передан под контроль Палестинской национальной администрации в 1995 году в соответствии с условиями Второго соглашения в Осло. В 1996 году ПНА провозгласила Тубас и прилегающую территорию независимым административным районом — провинцией Тубас.

## География

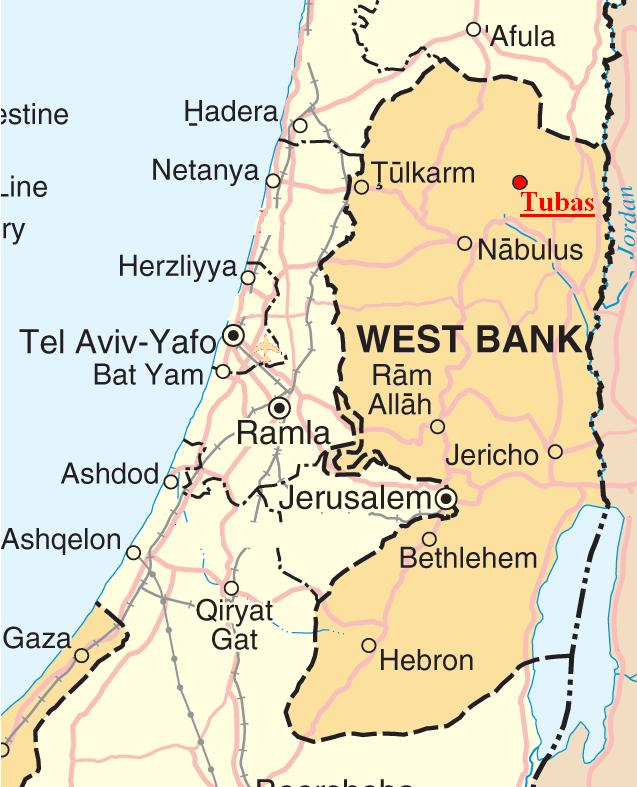
Тубас (отмечен красным) на карте Западного берега

Тубас расположен на севере Западного берега на высоте 362 метра над уровнем моря, тогда как большая часть провинции Тубас расположена в долине реки Иордан на юге.  По состоянию на 2005 год его общая з площадь составляла 29 512 гектар, из которых 2271 классифицируются как застроенные, примерно 15 000 используются в сельскохозяйственных целях и около 18 000 были экспроприированы Израилем под военные базы и буферную зону
Климат умеренный; лето жаркое и сухое, а зима холодная и влажная. Средняя годовая температура составляет 21 °C, а средний годовой уровень влажности составляет 56 %.

## Экономика
Экономика Тубаса в период 1993—1999 годов показывала рост, однако с началом интифады Аль-Аксы в 2000–2001 годах уровень доходов жителей Тубаса упал примерно на 40 %. До интифады среднемесячный доход домохозяйства составлял 2 500 шекелей; с тех пор он снизился до 1500 шекелей.
По данным ПЦБС, в 1999 году 52 % граждан были трудоспособного возраста, 48 % из них — женщины. Уровень безработицы резко вырос с 20 % в 1999 году до 70 % после 2000 году.  До интифады в Израиле работало 35 % трудоспособного населения.
В настоящее время сельское хозяйство составляет 60% экономической деятельности Тубаса, коммунальные услуги — 17 %, торговля — 10 %, отчисление от трудовых мигрантов из Израиля — 8%, строительство и промышленность составляют оставшиеся 5 %. В городе 240 цехов и магазинов, 70 сервисных учреждений, один крупный завод бетонных смесей и 30 малых предприятий.